# Dave Rosenberg
Dave Rosenberg (* 15. Mai 1901 in New York City, New York, USA; † 1. Februar 1979) war ein US-amerikanischer Boxer im Mittelgewicht.
Am 14. August 1922 trat Rosenberg gegen Phil Krug um den vakanten Weltmeisterschaftsgürtel des ehemaligen Verbandes NYSAC an und siegte über 15 Runden nach Punkten. Er verteidigte diesen Titel im September desselben Jahres gegen Jack Stone durch einen Punktsieg und verlor ihn Ende November, ebenfalls desselben Jahres, durch Disqualifikation in Runde 8 an Mike O’Dowd.